# ラ・シルフィード
ラ・シルフィード（フランス語: La Sylphide）は1832年にフランスで初演された全二幕からなるバレエ作品。「ジゼル」「白鳥の湖」とともに三大バレエ・ブラン（Ballet Blanc；白のバレエ）のひとつに数えられる。最初の独立したロマンティック・バレエである。

## 概要
台本はシャルル・ノディエの中編小説『アルガイルの妖精トリルビー』に着想を得て、アドルフ・ヌーリにより作成されている。ジャコモ・マイアベーアの『悪魔のロベール』の中の超自然的な〈尼僧のバレエ〉の影響も受けている。振付はマリー・タリオーニの父フィリッポ・タリオーニ。音楽はジャン・マドレーヌ・シュナイツホーファ（タリオーニ版）、美術はピエール=リュック=シャルル・シセリ(Pierre-Luc-Charles Ciceri)だった。
平林正司によれば「本作はロマンティック・バレエの原型であるばかりでなく、一個のバレエ作品として完結した比類ない名品である。その台本と舞踏と音楽は、バレエとしては異例なことに高度に次元で調和している」。
初演は1832年3月12日パリ・オペラ座にて行われた。シルフィードを演じたマリー・タリオーニはやわらかいチュールを重ねた膝下丈のロマンティックチュチュを身に付け、ポワント（つま先立ち）の技術を駆使して踊り、妖精の叙情的で幻想的な世界を表現してセンセーションを巻き起こすと共に自身の名を不朽のものとした。
本作はロマン主義運動を支配した多くの要素を導入した。白く薄い衣装に身を包んだ超自然的な雰囲気、それは当時オペラ座に導入さればかりのガス灯による証明によって醸し出された。そして、これらの中心的存在はマリー・タリオーニだった。本作は世界各地で上演され、1832年にロンドンとベルリンで、1835年にはニューヨークとサンクトペテルブルクで、1836年はウィーンで初演された。
しかし、タリオーニ版のコレオグラフィーは現存せず、振付の継承は途絶えていた。しかし、1972年にパリ・オペラ座でピエール・ラコットが残されていた版画などの資料を基にタリオーニ版を可能な限り復元した〈ラコット版〉、もしくは〈タリオーニ/ラコット版〉が作成され、こちらも上演されるようになっている。このほか1946年にパリシャンゼリゼ劇場で上演されたヴィクトル・グゾフスキー版がある。
平林正司は「本作の総譜においてシュナイツホーファはことさら自分の個性を主張しようとはしていないが、古典主義的な趣が強いその音楽の中に、新鮮なロマン主義の息吹が感じられる。瑞々しい旋律と躍動する律動は、時として魅惑的でさえある。管弦楽書法、特に金管楽器や打楽器の用法には多くの難点を指摘できるとしても、弦楽器や木管楽器の用法には題材に適した工夫も見出される。恐らく振付師がもたらした拘束のために、構成曲がいずれも断片的なのが惜しまれるが、そのような短所もライトモティーフ的な手法や主題の回顧的な活用によって軽減されている」分析している。

### ブルノンヴィル版
タリオーニ版を観たオーギュスト・ブルノンヴィルが自国デンマーク王立劇場での上演を希望するが、オペラ座が要求した高額の演奏料のため叶えられず、ヘルマン・レーヴェンショルドの音楽に新たに振付けて1836年11月26日にデンマーク王立バレエ団により上演された。主役にはルシル・グラーンが抜擢された。これがブルノンヴィル版として今日まで継承され広く知られる。
この二つの版については踊り手を主体に言うときには、タリオーニ版とブルノンヴィル版、音楽を主体に言う場合には、シュナイツホーファ版とレーヴェンショルド版と呼んで区別される。シュナイツホーファの音楽はレーヴェンショルドの音楽より魅力という点では一歩譲るが、ロマンティック・バレエの音楽様式を既に備え、そこに職人としての腕を十分に感じ取ることができる。

## 登場人物
| 人物名                       | 原語         | 役柄                   | タリオーニ版 初演時のキャスト                   | ブルノンヴィル版 初演時のキャスト |
| ---------------------------- | ------------ | ---------------------- | ----------------------------------------------- | --------------------------------- |
| シルフィード                 | La Sylphide  | 妖精                   | マリー・タリオーニ                              | ルシル・グラーン                  |
| ジェイムズ・ルーベン         | James Reuben | スコットランドの農夫   | ジョゼフ・マジリエ                              | オーギュスト・ブルノンヴィル      |
| エフィ                       | Effie        | ジェイムズのフィアンセ | リーズ・ノブレ                                  | ―                                 |
| マッジ                       | Madge        | 魔女                   | ルイーズ・ロネー・エリー （Louise Launer Elie） | ―                                 |
| ガーン                       | Gurn         | スコットランドの農夫   | エリー氏（Élie）                                | ―                                 |
| アン・ルーベン               | Anne Reuben  | ジェイムズの母         | ブロカール嬢                                    | ―                                 |
| 妖精たち、農民たち、魔女たち |              |                        |                                                 |                                   |

## あらすじ

### 第一幕
スコットランドの農村

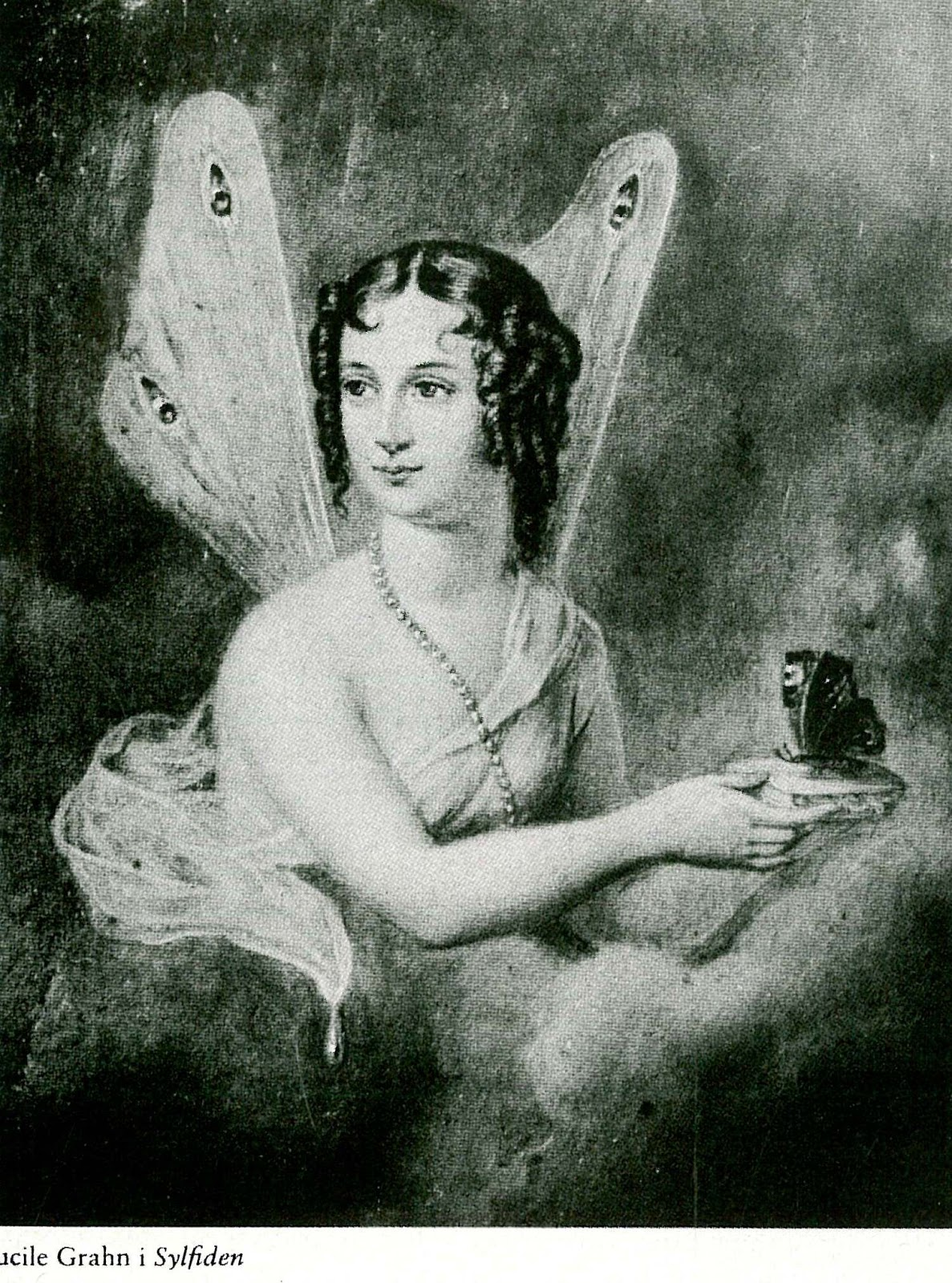
ブルノンヴィル版を初演したルシル・グラーン

幕が開くと、ジェイムズが大きな肘掛け椅子で、ガーンが離れたところの藁の束の上で眠っている。シルフィードはジェイムズの足元に跪いている。婚約者エフィとの結婚式を控えた人間の青年に恋をし、ジェイムズの前で妖精シルフィードは魅惑的に踊り彼を魅了する。親戚や友人たちが祝福に訪れるが、エフィを愛するガーンは彼女を諦められない。占い師マッジはエフィに「幸福な結婚をするが相手はジェイムズではなくガーンである」と告げ、怒ったジェイムズによって追い出される。
ひとびとが式の準備に出てジェイムズがひとりになると再びシルフィードが現れ、結婚を知ると嘆き悲しみながら愛を告白する。やがて結婚式が行われるが、シルフィードが指輪を奪い去り、ジェイムズは彼女を追って森へ入って行く。

### 第二幕
森の中、洞窟の入り口がある
ジェイムズはシルフィードを追うが、触れようとするとすり抜けていくシルフィードに想いが募り、マッジにそれを肩にかけると飛べなくなるというショールをもらい受ける。しかしそれは呪いのショールであり、そうと知らずジェイムズがシルフィードの肩にかけると、背中の羽が落ちもがき苦しみ、シルフィードは愛に後悔はないと告げて死ぬ。そこへエフィとガーンの結婚式の鐘が鳴り、婚約者エフィとシルフィードの両方を失ったジェイムズは嘆き息絶える。そして、魔女マッジの嘲りの笑い声が響き渡るのだった。